# U-467
Unterseeboot 467 foi um submarino alemão do Tipo VIIC, pertencente a Kriegsmarine que atuou durante a Segunda Guerra Mundial.

## Comandantes
| Comandante          | Data                                     |
| ------------------- | ---------------------------------------- |
| Kptlt. Heinz Kummer | 15 de julho de 1942 - 25 de maio de 1943 |

## Subordinação
Durante o seu tempo de serviço, esteve subordinado às seguintes flotilhas:
| Período                                   | Flotilha                                   |
| ----------------------------------------- | ------------------------------------------ |
| 15 de julho de 1942 - 31 de março de 1943 | 5. Unterseebootsflottille (treinamento)    |
| 1 de abril de 1943 - 25 de maio de 1943   | 11. Unterseebootsflottille (serviço ativo) |

## Operações conjuntas de ataque
O U-467 participou das seguinte operações de ataque combinado durante a sua carreira:
- Rudeltaktik Eisbär (30 de março de 1943 - 15 de abril de 1943)